# Festival Casals de Puerto Rico
Das Festival Casals de Puerto Rico ist ein Festival für klassische Musik, das seit 1957 jedes Jahr in San Juan stattfindet. Gegründet wurde es von dem Cellisten, Dirigenten und Komponisten Pablo Casals.

## Geschichte
Pablo Casals besuchte Puerto Rico in den Jahren 1955 und 1956. 1957 zog er auf die Insel um und gründete die renommierte Musikveranstaltung, die seinen Namen trägt. Das Eröffnungskonzert des Festivals, das Casals zusammen mit Alexander Schneider, Isaac Stern und Mieczysław Horszowski organisierte, fand am Abend des 22. April 1957 im Theater der Universität von Puerto Rico statt. Das Programm begann, ohne dass Casals Johann Sebastian Bachs Cellosuite Nr. 3 in C-Dur BWV 1009 spielen konnte, da der Maestro bei einer Probe mit dem Orchester einen Herzinfarkt erlitten hatte. Für den Rest des Festivals stand ein leerer Stuhl auf dem Dirigentenpult.
1958 gründete Casals auch das Orquesta Sinfónica de Puerto Rico und half 1959 maßgeblich bei der Gründung des Conservatorio de Música de Puerto Rico mit, zu dessen Präsidenten er ernannt wurde.
Am Festival nahmen bald zahlreiche internationale Künstler teil, zunächst angezogen von Casals Ausstrahlung, dann von dem Prestige und dem internationalen Ruf, den das Festival schnell erlangte. Den Anfang machten bei der ersten Ausgabe 1957 der Pianist Rudolf Serkin zusammen mit Alexander Schneider, Isaac Stern und Mieczyslaw Horszowski, der Sopranistin Maria Stader und den Pianisten Eugene Istomin und Jesús María Sanromá.
Einige der bekanntesten Teilnehmer waren in der Folge die Sänger Teresa Berganza und Plácido Domingo, die Pianisten Claudio Arrau, Daniel Barenboim, Alfred Brendel, Wilhelm Kempff und Artur Rubinstein, die Geiger Igor Oistrach, Isaac Stern, Henryk Szeryng und Pinchas Zukerman, der Cellist Mstislaw Rostropowitsch, der Flötist Jean-Pierre Rampal sowie die Gitarristen Andrés Segovia und Narciso Yepes.
Einige der bedeutendsten Dirigenten, die am Festival teilgenommen haben, waren Leonard Bernstein, Charles Dutoit, Rafael Kubelík, Eugene Ormandy, Lorin Maazel, Zubin Mehta, Yehudi Menuhin, Krzysztof Penderecki und David Zinman.
In seinen Anfängen bestand das Festivalorchester aus eigens für die Veranstaltung engagierten Musikern, die zumeist aus den Vereinigten Staaten stammten, und nur in sehr geringem Maße aus einheimischen Musikern. Zu diesen gehörten der Pianist Jesús María Sanromá, der Geiger Henry Hutchinson sen., der Cembalist Fernando Valenti und die Brüder José „Pepito“ und Jaime „Kachiro“ Figueroa, Mitglieder einer bekannten puerto-ricanischen Musikerfamilie. In den 1970er Jahren waren die meisten der teilnehmenden Musiker Puerto-Ricaner. Der gleiche Prozess wiederholte sich mit dem Symphonieorchester.
Achtzehn Jahre lang stand Casals an der Spitze des Festivals bis zu seinem Tod 1973. Danach übernahm seine Witwe Marta Casals als Vorsitzende eines Komitees die Verantwortung für das Programm. Die künstlerische Leitung übernahmen nacheinander Jorge Mester, Odón Alonso, Mstislaw Rostropowitsch, Krzysztof Penderecki, Elías López Sobá, Justino Díaz und seit 2008 Maximiano Valdés.
Das Festival wird von der Corporación de las Artes Musicales verwaltet, die der Regierung von Puerto Rico unterstellt ist.
Casals hatte bereits 1950 an seinem damaligen französischen Wohnort Prades das Prades Festival gegründet und bis zu seinem Umzug nach Puerto Rico geführt. 1982 wurde es in Festival Pablo Casals umbenannt. Casals nahm noch mit 90 Jahren daran teil und führte sein Oratorium El Pessebre (Die Krippe) auf. Das Festival findet u. a. in der Abtei Saint-Michel-de-Cuxa statt. Es führt seit 2005 auch einen Wettbewerb für Komposition durch.